# NSG Aalbeek-Niederung
NSG Aalbeek-Niederung este o arie protejată (arie specială de conservare — SAC, sit de importanță comunitară — SCI, arie de protecție specială avifaunistică — SPA) din Germania întinsă pe o suprafață de 310 ha, integral pe uscat.

## Localizare
Centrul sitului NSG Aalbeek-Niederung este situat la coordonatele 53°58′58″N 10°47′58″E / 53.9828°N 10.7994°E.

## Înființare
Situl NSG Aalbeek-Niederung a fost declarat arie de protecție specială avifaunistică în martie 1992 pentru a proteja 11 specii de animale. Alte tipuri de protecție:
- sit de importanță comunitară (în august 2000)
- arie specială de conservare (în ianuarie 2010)[1][3][4]

## Biodiversitate
Situată în ecoregiunea continentală, aria protejată conține 5 habitate naturale: Lagune de coastă, Mlaștini turboase de tranziție și turbării mișcătoare, Mlaștini alcaline, Păduri de stejar sau de stejar și carpen sub-atlantice și medio-europene de Carpinion betuli, Păduri aluvionare cu Alnus glutinosa și Fraxinus excelsior (Alno-Padion, Alnion incanae, Salicion albae).
La baza desemnării sitului se află mai multe specii protejate de  păsări (11): lăcar mare (Acrocephalus arundinaceus), pescăruș albastru (Alcedo atthis), rață cârâitoare (Anas querquedula), buhai de baltă (Botaurus stellaris stellaris), erete de stuf (Circus aeruginosus), becațină comună (Gallinago gallinago), Grus grus grus, codalb (Haliaeetus albicilla), sfrâncioc roșiatic (Lanius collurio), cormoran mare (Phalacrocorax carbo carbo), nagâț (Vanellus vanellus)